# H-versnellingsbak

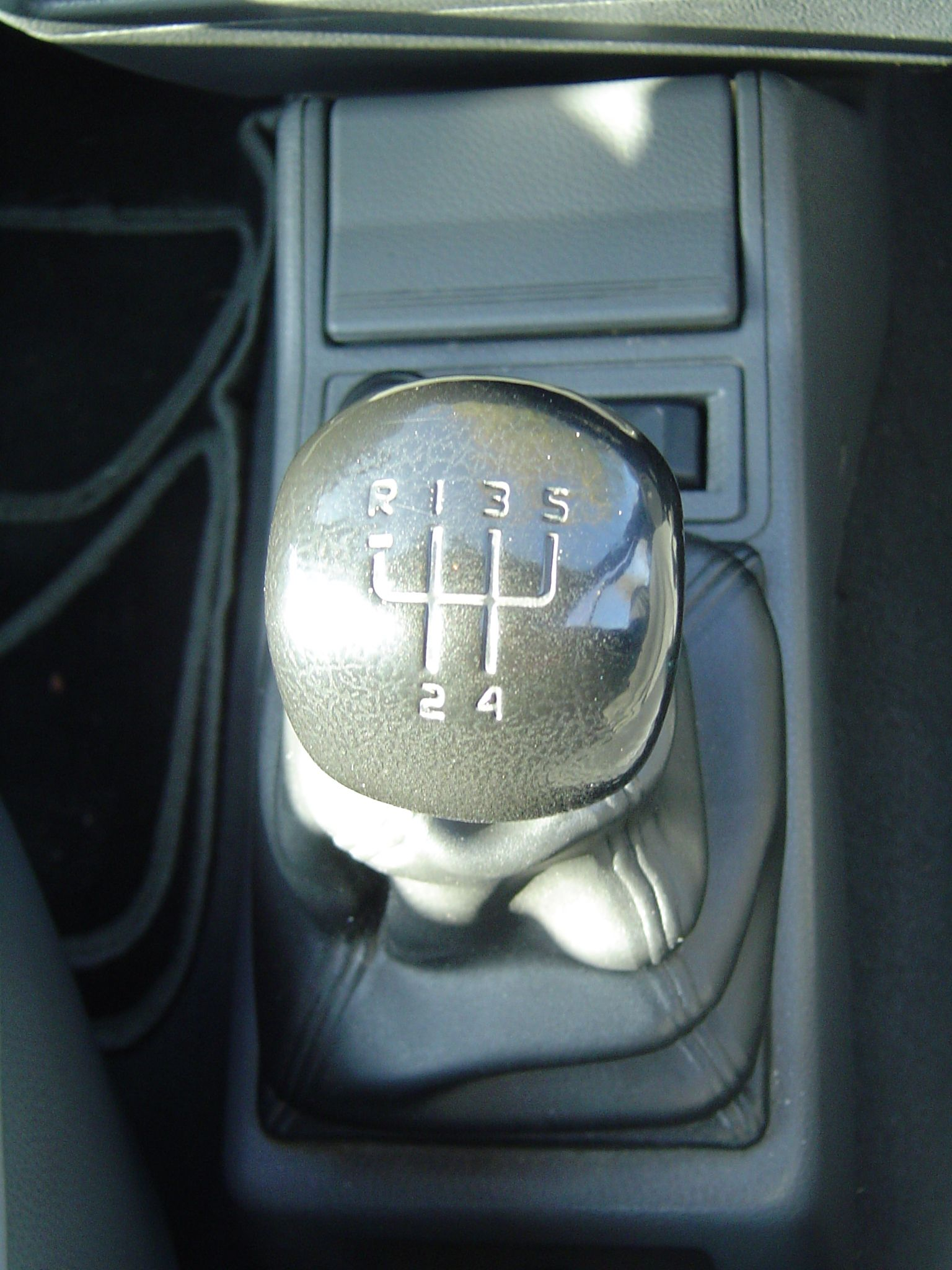
Het H-patroon naar links uitgebreid met de achteruitversnelling, naar rechts uitgebreid met de vijfde versnelling

Bij auto's met handgeschakelde versnellingsbak wordt meestal een H-versnellingsbak toegepast, waar het schakelen gebeurt in de vorm van de letter "H"
- Bij auto's met de versnellingshendel (pook) op de vloer:

1. links voor,
2. links achter,
3. rechts voor,
4. rechts achter.

Bij meer versnellingen wordt de H uitgebreid naar rechts. Voor de achteruit moet vaak een vergrendeling worden opgeheven, in de vorm van het indrukken van de pook, of het omhoogtrekken van een borgring.
- bij (oudere) auto's met de hendel aan de stuurkolom:

1. naar de bestuurder toe en omhoog
2. naar de bestuurder toe en naar beneden
3. van de bestuurder af en omhoog
4. van de bestuurder af en naar beneden

Achteruit: hendel uittrekken en naar beneden.

## Trivia
Bij auto's die in wedstrijden worden gebruikt en bij sommige vrachtauto's wordt steeds vaker een sequentiële versnellingsbak toegepast: het opschakelen gebeurt door de versnellingspook naar voren te bewegen, terugschakelen is naar achteren.
Bij motorfietsen wordt de versnelling meestal met de linkervoet bediend. De eerste versnelling wordt ingelegd door de hendel vanuit “neutraal” 1 tik omhoog te tikken, de tweede en daaropvolgende versnellingen door de hendel steeds 1 klik omlaag te tikken.